# Comtat de Međimurje
Međimurje (Međimurska županija, Muraköz en hongarès) és un comtat situat a la zona més septentrional de Croàcia. A la part oriental del comtat, hi ha els peus dels Alps mentre que a l'est hi ha la Planura Pannònica. Limita amb Eslovènia i Hongria, i amb Àustria justament a la cantonada. La zona oriental del comtat està vora la ciutat de Legrad. Les ciutats més properes són Varaždin, Koprivnica, Nagykanizsa, Murska Sobota, Bjelovar, Maribor, i Graz, en tots tres estats.
La regió és coneguda pel nom Hortus Croatiae ("el jardí de Croàcia"). La tòrtora (grlica en croat) i la violeta (ljubičica) són els símbols no oficials locals. Sovint és dit Međimurje malo ("Petit Međimurje"). Una vegada, l'etimologia popular dona origen al terme local de Međi 'entre' + mor(j}e 'mar', perquè la petita massa de terra va sorgir entre dos rius cabalosos, i foren associats amb el mar (more en croat).
La capital és Čakovec, (Csáktornya en hongarès), una ciutat de 17 500 habitants.

## Divisió administrativa
Međimurje es divideix en:
- Ciutat de Čakovec
- Vila de Mursko Središće
- Vila de Prelog
- Municipi de Belica
- Municipi de Dekanovec
- Municipi de Domašinec
- Municipi de Donja Dubrava
- Municipi de Donji Kraljevec
- Municipi de Donji Vidovec
- Municipi de Goričan
- Municipi de Gornji Mihaljevec
- Municipi de Kotoriba
- Municipi de Miklavec
- Municipi de Mala Subotica
- Municipi de Nedelišće
- Municipi d'Orehovica
- Municipi de Podturen
- Municipi de Pribislavec
- Municipi de Selnica
- Municipi de Strahoninec
- Municipi de Sveta Marija
- Municipi de Sveti Juraj na Bregu
- Municipi de Sveti Martin na Muri
- Municipi de Šenkovec
- Municipi de Štrigova
- Municipi de Vratišinec

## Govern comtal
El prefecte del comtat és Josip Posavec (HNS) i la segona autoritat Mladen Križaić (HDZ)
L'assemblea comtal és formada per 41 representants, presidida per Vladimir Ivković (HDZ) i composta per:
- Partit Popular Croat (HNS) 15
- SDP-HSS-HSU: 13
  - Partit Socialdemòcrata de Croàcia (SDP)
  - Partit dels Camperols Croats (HSS)
  - Partit dels Pensionistes Croats (HSU)
- Unió Democràtica Croata (HDZ) 7
- Partit Social Liberal Croat (HSLS) 6

Basat en els resultats de les eleccions del 2005.